# MW Security
MW Security, tidigare MW Trading, är ett svenskt företag grundat 1985, med huvudkontor i Malmö. Företaget bedriver utveckling och försäljning av säkerhets- och stöldskyddsprodukter för detaljhandeln.
Wilh. Sonesson AB köpte 2000 företaget MW Trading ApS för 76 miljoner danska kronor. 2002 fördes ägandet över till det börsnoterade Active Capital AB, som 2007 blev ACAP Invest. 2012 såldes MW Security av ACAP Invest till det kinesiska företaget Century (Hongkong) International Co., Ltd.